# Schizocosa floridana
Schizocosa floridana är en spindelart som beskrevs av Bryant 1934. Schizocosa floridana ingår i släktet Schizocosa och familjen vargspindlar. Inga underarter finns listade i Catalogue of Life.